# باتريك فابيانو
باتريك فابيانو، لاعب كرة قدم برازيلي يلعب مع نادي النصر الكويتي منذ 2009، وفي يوم 2 ديسمبر 2009 سجل هدفين في مرمى نادي الكويت في المباراة الأولى لهم في الدوري الكويتي 2009/2010.

## روابط خارجية
- باتريك فابيانو على موقع الاتحاد الدولي (مؤرشف)  (الإنجليزية)
- باتريك فابيانو على موقع قاعدة بيانات كرة القدم.إي يو (الإنجليزية)
- باتريك فابيانو على موقع ناشيونال فوتبول تيمز (الإنجليزية)
- باتريك فابيانو على موقع Soccerway.com (الإنجليزية)